# Маллисквамы
Маллисквамы (лат. Mollisquama) — род акул из семейства далатиевых.
Название рода происходит от слов лат. mollis — «мягкий» и лат. squama — «чешуя».
Характеризуются наличием специальных карманов, которые спрятаны за грудными плавниками. Внутри них находятся железы, которые производят биолюминесцентную жидкость.
В составе рода всего два вида:
- Mollisquama mississippiensis Maisey J. G. et al., 2019
- Mollisquama parini Dolganov, 1984 — Акула Парина, или маллисквама Парина